# تپه کند آرخنن آرخی
تپه کند آرخنن آرخی مربوط به دوره اشکانیان است و در شهرستان گرمی، بخش انگوت شرقی، دهستان تازه کند انگوت، روستای بنه واقع شده و این اثر در تاریخ ۷ خرداد ۱۳۸۷ با شمارهٔ ثبت ۲۲۹۳۳ به‌عنوان یکی از آثار ملی ایران به ثبت رسیده است.